# Alfons Coppieters
Alfons Coppieters (Zele, 16 februari 1924 – Eeklo, 5 september 2016) was een Belgisch politicus van ACW-strekking binnen de CVP.

## Levensloop
Hij ging na zijn studies in het Oost-Vlaamse Eeklo wonen, om daar het bestaande ACW – met zijn verschillende gemeentelijke Meetjeslandse afdelingen en geledingen – verder uit te bouwen. Zo lag hij mede aan de basis van het kantorennet van de Volksdepositokas, de KWB, het reisbureau Ultra Montes, Vakantiegenoegens en DVV. Sociaal geëngageerd was hij op bestuurlijk vlak aanwezig in de sociale woningbouw, beschermde werkplaatsen, het PMS en het buitengewoon onderwijs.
In 1953 werd hij lid van de Eeklose gemeenteraad om er van 1957 tot 1970 schepen te worden van openbare werken. Na zes jaar oppositie werd hij gedurende twee legislaturen burgemeester, van 1977 tot en met 1988. In 1977 werd hij eveneens verkozen tot lid van de Kamer van volksvertegenwoordigers voor het kiesarrondissement Gent-Eeklo, wat hij bleef tot in 1985. In de periode mei 1977 tot oktober 1980 zetelde hij als gevolg van het toen bestaande dubbelmandaat ook in de Cultuurraad voor de Nederlandse Cultuurgemeenschap. Vanaf 21 oktober 1980 tot oktober 1985 was hij lid van de Vlaamse Raad.
Hij was tevens lid van de raad van bestuur van de VDK Spaarbank en voorzitter van de Meetjeslandse Bouwmaatschappij voor Volkswoningen.